# Angus Barnett
Angus Barnett (Ruddington, 1963) is een Brits acteur.
Barnett is het meest bekend van de rol van Mullroy in de filmreeks Pirates of the Caribbean. Hij is geboren en getogen in Ruddington in het graafschap Nottinghamshire en volgde een acteeropleiding aan de Bristol Old Vic Theatre School. Ook nam hij deel aan het National Youth Theatre in Londen. Hij toerde met het toneelstuk The Red Dragon door Japan en Thailand en speelde in diverse films en televisieseries. Met een terugkerende rol acteerde Barnett in series als High and Dry, Square Deal, Dead Man Weds en The Gemma Factor.

## Filmografie
- 1988: Consuming Passions als zoon van Josiah
- 1992: Lorenzo's Oil als Suddaby's junior manager
- 1994: Black Beauty als Ned Burnham
- 1997: FairyTale: A True Story als tweede verslaggever
- 2000: Sabotage! als Marvin
- 2003: Pirates of the Caribbean: The Curse of the Black Pearl als Mullroy
- 2003: Calendar Girls als orchideefotograaf
- 2004: Finding Neverland als 'Nana' / Mr. Reilly
- 2005: Colour Me Kubrick: A True...ish Story als Ace
- 2006: Irish Jam als Milos O Shea
- 2006: Copying Beethoven als Krenski
- 2006: Sixty Six als Stan Shivers
- 2007: Flood als Bill
- 2007: Pirates of the Caribbean: At World's End als Mullroy
- 2009: St Trinian's 2: The Legend of Fritton's Gold als dronken zeeman
- 2010: Made in Daganham als chauffeur
- 2011: Albatross als gast
- 2011: Hugo als theatermanager
- 2012: The Wedding Video als Dobbs
- 2013: Jack the Giant Slayer als Foe
- 2015: Up All Night als Gene Peck
- 2017: Pirates of the Caribbean: Dead Men Tell No Tales als Mullroy